# Torneo de Seúl 2014
El KDB Korea Open 2014 es un torneo de tenis profesional jugado en canchas duras. Es la 11 ª edición del torneo que forma parte de la  WTA Tour 2014. Se llevará a cabo en Seúl, Corea entre el 15 y el 21 de septiembre de 2014.

## Cabeza de serie

### Individual
| Tenista              | Ranking | Preclasificada |
| Agnieszka Radwańska  | 4       | 1              |
| Karolína Plíšková    | 36      | 2              |
| Klára Koukalová      | 38      | 3              |
| Magdaléna Rybáriková | 41      | 4              |
| Varvara Lepchenko    | 43      | 5              |
| Kaia Kanepi          | 45      | 6              |
| Caroline Garcia      | 46      | 7              |
| Heather Watson       | 47      | 8              |

### Dobles
| Tenista                                    | Ranking | Preclasificada |
| Raquel Kops-Jones Abigail Spears           | 22      | 1              |
| Yaroslava Shvedova Anabel Medina Garrigues | 47      | 2              |
| Karolína Plíšková Kristýna Plíšková        | 110     | 3              |
| Klára Koukalová Renata Voráčová            | 112     | 4              |

## Campeonas

### Individual Femenino
Karolína Plíšková venció a  Varvara Lepchenko por 6-3, 6-7(5), 6-2 

### Dobles Femenino
Lara Arruabarrena /  Irina-Camelia Begu vencieron a  Mona Barthel /  Mandy Minella por 6-3, 6-3